# شمشیر آسمانی
شمشیر آسمانی (به انگلیسی: Heavenly Sword) یک بازی ویدئویی به سبک اکشن-ماجراجویی و هک اند اسلش است که توسط استودیوی نینجا تئوری توسعه یافته، و به‌وسیلهٔ سونی کامپیوتر انترتینمنت به‌طور انحصاری و به عنوان بازی زمان عرضه برای کنسول پلی‌استیشن ۳ منتشر شده‌است.

## روند بازی
شمشیر آسمانی یک بازی اکشن-ماجراجویی با روند بازی شدید هک اند اسلش است. ناریکو شخصیت اصلی، از سلاحی به نام «شمشیر آسمانی» استفاده می‌کند، که بسته به حالت حمله‌ای که بازیکن به عنوان بخشی از سبک مبارزهٔ منحصربه‌فرد استفاده می‌کند به یکی از سه شکل تغییر می‌کند. به منظور اکتشافات و نبردهای خاص، بازی همچنین از روش رویداد فوری استفاده می‌کند. در بعضی مراحل بازیکن باید نقش خواهر ناتنی ناریکو، یعنی کای را بازی کند.

## داستان
یک شمشیر آسمانی نیرومند از بهشت آمده‌است و به صاحب آن قدرت خاصی می‌بخشد. اکنون ناریکو شخصیت اصلی بازی وظیفه دارد از این شمشیر محافظت کند تا به دست شاه بوهان نیفتد اما دارندهٔ این شمشیر عمرش به‌زودی به پایان می‌رسد، در این بازی شما از پنج روز مانده به مرگتان شروع به بازی می‌کنید و باید از آن محافظت کنید. البته شاه بوهان پدر ناریکا را هم گروگان گرفته‌است.